# Concha Alós
María Concepción «Concha» Alós Domingo (Castellón, 22 de mayo de 1926 - Barcelona, 1 de agosto de 2011) fue una escritora española. Obtuvo dos veces el premio Planeta, en 1962 con Los enanos (aunque hubo de renunciar al premio por haber firmado previamente su publicación con Plaza y Janés) y en 1964 con Las hogueras.

## Biografía
Si bien nació en Valencia, vivió gran parte de su vida en Barcelona. Parte de su infancia transcurrió en Castellón de la Plana, en la actual Comunidad Valenciana, en el seno de una familia obrera republicana. Debido a los bombardeos de las fuerzas fascistas durante la Guerra Civil la familia se trasladó a Lorca (provincia de Murcia). Dicha huida y el retorno al final de la guerra son el tema central de su novela El caballo rojo, publicada en 1966. 
En 1943 se casó con el periodista y poeta Eliseo Feijóo y se trasladaron a Palma de Mallorca donde él sería subdirector del periódico Baleares. Allí Alós estudió magisterio, se graduó en 1953 y dictó clases en dos pueblos mallorquines. En 1957 recibe un premio de la revista insular Lealtad por su cuento El cerro del telégrafo y al año siguiente, queda finalista de los Premios Ciudad de Palma con la novela Cuando la luna cambia de color.
En esta década de 1950 conoce al escritor, periodista y crítico literario español Baltasar Porcel, once años menor que ella, que trabaja como tipógrafo en el diario Baleares y con el que inicia una relación amorosa, inicialmente clandestina, ya que el adulterio aún estaba penado en esta época. En 1959 deja a su marido, Eliseo Feijóo, y se traslada a Barcelona con Porcel. En los años sucesivos, Alós ejerce de madrina literaria de Porcel y traduce gran parte de sus obras del  catalán al castellano. Hacia 1970, ambos escritores ponen fin a su relación.
En 1962, Alós se dio a conocer con la novela Los enanos, con la que obtuvo el XI premio Planeta, aunque tuvo que renunciar al premio tras la entrega, ya que había firmado con anterioridad un contrato con la editorial Plaza y Janés, inicialmente reacia a publicar la novela, por considerarla subversiva, pero que la acabó lanzando con gran éxito, una vez demostrado el interés de la competencia. Al año siguiente, Alós publicó Los cien pájaros y en 1964 volvió a obtener el premio Planeta con la novela Las hogueras. Su última novela publicada, El asesino de los sueños, es de 1986. Es la única persona que ha ganado el premio Planeta en dos ocasiones pero en 1962, cuando lo obtuvo con Los enanos, le fue retirado por un problema de derechos con la editorial Plaza & Janés.
Su obra se enmarcó dentro del realismo y del testimonio social. Trató con un lenguaje directo temas poco habituales en la literatura española de entonces, como el sexo, la homosexualidad y la prostitución. Debido a ello, tuvo inconvenientes con la censura franquista, pese a lo cual varias de sus obras fueron éxitos de venta en los años 1960 y 1970.
Había quedado fuera de los círculos literarios a mediados de la década de 1980. A finales de la década de 1990 enfermó de Alzheimer. Sin familiares directos, fue ingresada en una residencia. Murió en 2011, en el más absoluto anonimato. Apenas unas líneas en algún periódico y, según pequeñas crónicas del momento, la presencia de Maria del Mar Bonet y el fotógrafo Toni Catany en su despedida.Fue enterrada en el cementerio de Castellón de la Plana.
En 2021 la editorial La navaja suiza publicó de nuevo su libro Los enanos.

## Obra
- Cuando la luna cambia de color (1958) Novela.
- Los enanos (1962) Novela (reedición en 2021, editorial La Navaja Suiza)
- Los cien pájaros (1963) Novela.
- Las hogueras (1964) Novela. (Ganadora del XIII Premio Planeta). Reedición en 2024, editorial Seix Barral.
- El caballo rojo (1966) Novela.
- La madama (1969) Novela.
- Rey de Gatos. Narraciones antropófagas, (1972). Cuentos (reedición en 2019, editorial La Navaja Suiza)
- Os habla Electra (1975). Novela.
- Argeo ha muerto, supongo (1982). Novela.
- El asesino de los sueños (1986). Novela.